# 白老郡
- 令制国一覧 > 北海道 (令制) > 胆振国 > 白老郡
- 日本 > 北海道 > 胆振総合振興局 > 白老郡

北海道白老郡の位置 (黄色:現在)

白老郡（しらおいぐん）は、北海道（胆振国）胆振総合振興局の郡。
人口14,835人、面積425.63km²、人口密度34.9人/km²。（2025年6月30日、住民基本台帳人口）
以下の1町を含む。
- 白老町（しらおいちょう）

## 郡域
1879年（明治12年）に行政区画として発足して以来、郡域は上記1町のまま変更されていない。

## 歴史

### 郡発足までの沿革
江戸時代の白老郡域は東蝦夷地に属し、松前藩によってシラヲイ場所とアヨロ場所（虎杖浜）が開かれていた。幕命により近藤重蔵が蝦夷地調査をした際秘書役として択捉島探検に同行した木村賢次の「蝦夷日記」にも記されていることから寛政10年には白老八幡神社の前身である弁天社が存在していたことがわかる。陸上交通は、渡島国の箱館を基点とし道東や千島国方面に至る陸路（札幌本道や国道36号の前身）が東西に通じていた。
江戸時代後期、国防のため寛政11年白老郡域は天領とされたが、文政4年には一旦松前藩領に復したものの、安政2年再び天領となり仙台藩が白老に陣屋（元陣）を築き警固をおこない、同6年以降6藩分領にともない仙台藩領となっていた。万延元年8月誉田別神を勧請し、弁財天社は白老八幡神社と称するようになる。戊辰戦争（箱館戦争）終結直後の1869年8月15日、大宝律令の国郡里制を踏襲して白老郡が置かれた。

### 郡発足以降の沿革
- 明治2年

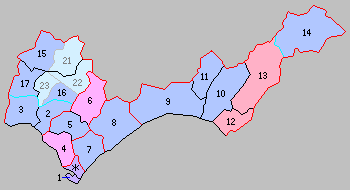
北海道一・二級町村制施行時の白老郡の町村（8.白老村 青：区域が発足時と同じ町村）

  - 8月15日（1869年9月20日） - 北海道で国郡里制が施行され、胆振国および白老郡が設置される。開拓使が管轄。
  - 8月17日（1869年9月22日） - 一関藩の領地となる（北海道の分領支配）。
- 明治4年8月20日（1871年10月4日） - 廃藩置県により再び開拓使の管轄となる。
- 明治5年
  - 4月9日（1872年5月15日） - 全国一律に戸長・副戸長を設置（大区小区制）。
  - 10月10日（1872年11月10日） - 4月に設置された区を大区と改称し、その下に旧来の町村をいくつかまとめて小区を設置（大区小区制）。
- 明治9年（1876年）9月 - 従来開拓使において随意定めた大小区画を廃し、新たに全道を30の大区に分ち、大区の下に166の小区を設けた。

- 第21大区
  - 3小区 ： 敷生村、白老村、社台村

- 明治12年（1879年）7月23日 - 郡区町村編制法の北海道での施行により、行政区画としての白老郡が発足。
- 明治13年（1880年）3月 - 勇払郡外四郡役所（勇払白老千歳沙流新冠静内郡役所）の管轄となる。
- 明治15年（1882年）2月8日 - 廃使置県により札幌県の管轄となる。
- 明治19年（1886年）1月26日 - 廃県置庁により北海道庁札幌本庁の管轄となる。
- 明治20年（1888年）6月 - 勇払郡外二郡役所（勇払白老千歳郡役所）の管轄となる。
- 明治22年（1888年）1月 - 室蘭郡外五郡役所（室蘭虻田有珠幌別勇払白老郡役所）の管轄となる。
- 明治30年（1897年）11月5日 - 郡役所が廃止され、室蘭支庁の管轄となる。
- 大正8年（1919年）4月1日 - 北海道二級町村制の施行により、白老村、社台村、敷生村の区域をもって白老村（二級村）が発足。（1村）
- 大正11年（1922年）8月1日 - 室蘭支庁が改称して胆振支庁となる。
- 昭和18年（1943年）6月1日 - 北海道一・二級町村制が廃止され、北海道で町村制を施行。二級町村は指定町村となる。
- 昭和21年（1946年）10月5日 - 指定町村を廃止。
- 昭和22年（1947年）5月3日 - 地方自治法の施行により北海道胆振支庁の管轄となる。
- 昭和29年（1954年）11月1日 - 白老村が町制施行して白老町となる。（1町）
- 平成22年（2010年）4月1日 - 胆振支庁が廃止され、胆振総合振興局の管轄となる。